# Маарду (озеро)
Ма́арду (ранее также Ли́йваканди) (эст. Maardu järv) — озеро в Эстонии, в уезде Харьюмаа, на юге города Маарду. Озеро и жилой район в его окрестностях составляют одну из шести частей города Маарду (эст. Maardu järvejäärne elupiirkond).

## Физико-географическая характеристика
Овальное озеро длиной 1 400 м, шириной — 920 м. Площадь его по разным оценкам составляет 158,8 га или 161,8 га. Максимальные глубины до 3,7 м. Площадь водосбора составляет 13,4 км². Озеро находится на высоте 33 м над уровнем моря.
Берега заболочены, вдоль южного берега со сплавинами. Северный берег песчаный. В западной и южной части озера встречаются плавучие острова. Дно покрыто слоем ила толщиной до 1 м. В озеро впадают канава Хиеметса, вытекает ручей Крооди.
В 1893 году местным помещиком был прорыт канал, через который в 1894 году озеро было спущено. Восстановили его только в 1939 году при строительстве Маардуского химического завода. С 1964 года в озеро Маарду начали перекачивать воду из реки Йыэляхтме.
В озере встречается 21 вид растений. Для ихтиофауны озера Маарду характерно малое разнообразие хищников. В 1949 году в озеро успешно заселён серебряный карась. Позже были интродуцированы золотой карась, язь и карп. После соединения озера с рекой Йыэляхтме увеличилась численность хищных рыб окуня и щуки и уменьшилась численность серебряного карася. До 1950-х годов на озере гнездилась колония из 2 000 пар чаек, в дальнейшем, вероятно вследствие активной деятельности человека, численность чаек снизилась.